# Fryderyka Ludwika Hohenzollern

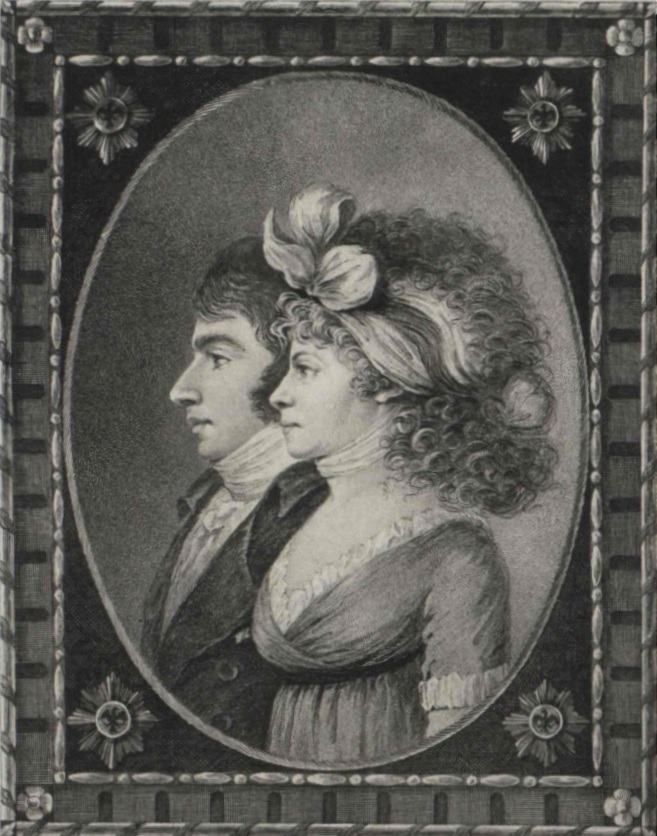
Antoni Radziwiłł i Luiza Hohenzollern

Fryderyka Ludwika Hohenzollern znana także jako Luiza Pruska (ur. 24 maja 1770 r., w Berlinie, zm. 7 grudnia 1836 r., tamże) – pruska księżniczka, żona księcia Antoniego Radziwiłła.

## Życiorys
Była córką księcia Ferdynanda Hohenzollerna, najmłodszego brata Fryderyka Wielkiego, oraz Luizy z Brandenburgii-Schwedt, córki margrabiego Fryderyka Wilhelma. Była siostrą ekscentrycznego księcia Ludwika Ferdynanda.
Wyszła za mąż za polskiego arystokratę Antoniego Radziwiłła. Małżeństwo Luizy z panującego domu Hohenzollernów oraz księcia, który przejawiał talenty muzyczne, było nad wyraz udane. Zgodnie z intercyzą ślubną zachowała swoje kalwińskie (ewangelickie) wyznanie i w nim wychowywała swoje córki – synowie byli katolikami po ojcu. Życzliwa Polakom, wywarła ogromny wpływ na swoje dzieci.
Luiza dała się poznać jako energiczna osoba, potrafiąca odnaleźć się w życiu dworskim. Po bitwie pod Jeną i Auerstedt wyjechała na dwór do Królewca, gdzie wraz z królową Luizą oraz księżniczką Marią Amalią były uważane za zagorzałe przeciwniczki Napoleona Bonaparte, wierzące w odbudowę Prus po doznanej klęsce. Utrzymywała dobre stosunki z najważniejszymi politykami pruskimi tamtych czasów, w tym Wilhelmem von Humboldtem, Carlem von Clausewitzem oraz Karlem vom Steinem, którego darzyła szacunkiem. Wspierała artystów, a pałac jej męża przy Wilhelmstrasse w Berlinie stał się znanym salonem spotkań literatów i muzyków.
Od 1816 żyła wraz z mężem w Wielkopolsce, ponieważ książę Radziwiłł został mianowany namiestnikiem Wielkiego Księstwa Poznańskiego. W 1830 założyła pierwszą żeńską szkołę – Szkołę Luizy, która przetrwała do 1919. Obecnie tradycje szkoły kontynuuje VII LO im. Dąbrówki w Poznaniu.
Książęca para doczekała się kilkorga dzieci:
- Wilhelma Radziwiłła (1797–1870)
- Ferdynanda Fryderyka (1798–1827)
- Luizę „Loulou” (1799–1809)
- Elizę (1803–1834)
- Bogusława Radziwiłła (1809–1873)
- Augusta Henryka Antoniego (1811–1831)
- Wandę (1813–1845), wydaną za księcia Adama Konstantego Czartoryskiego